# A Canção de Rolando

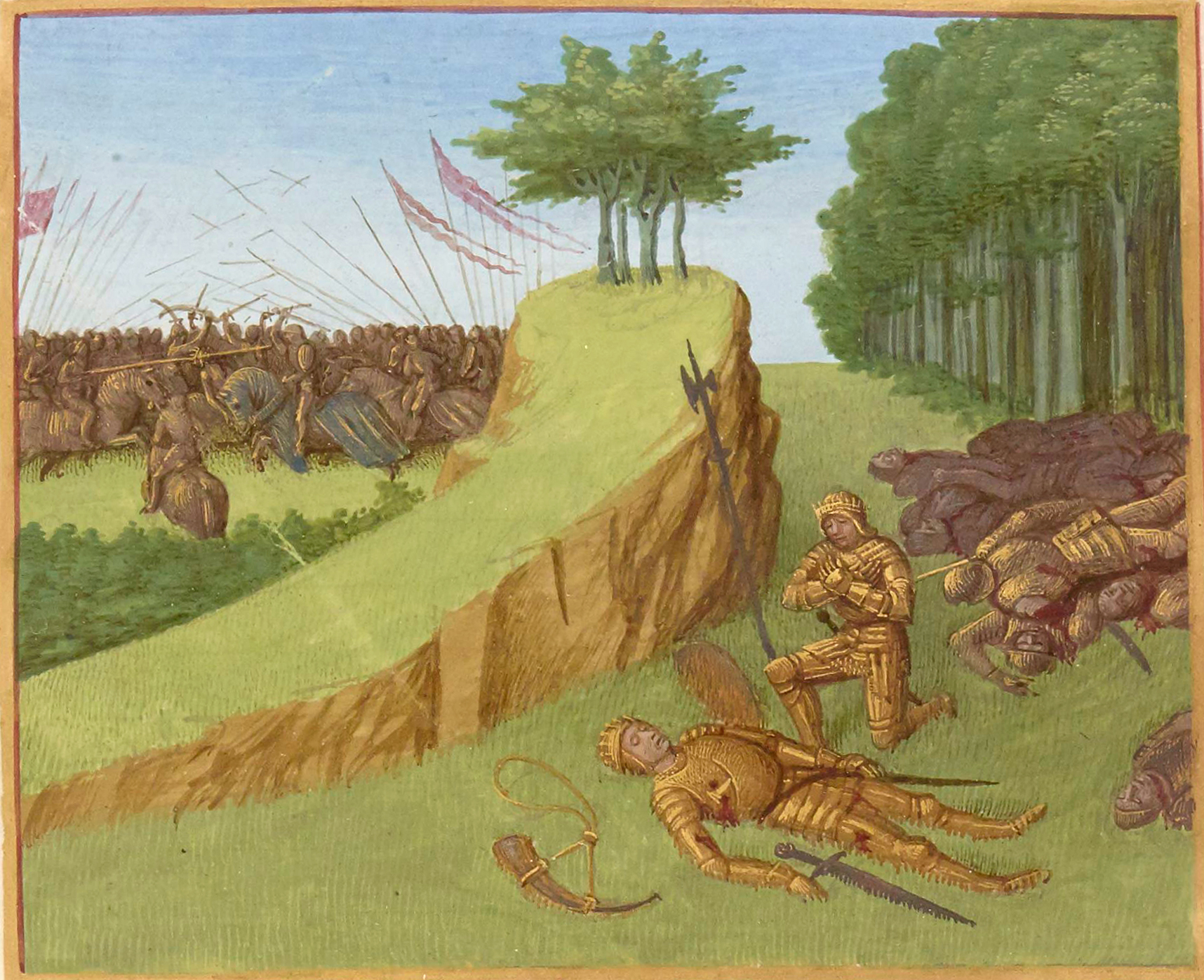
Batalha de Roncesvales (778): a morte de Rolando (iluminura de Jean Fouquet, "Grandes Chroniques de France", 1455-1460, BNF).

A Canção de Rolando (em língua francesa, La chanson de Roland) é um poema épico composto no século XI em francês antigo, sendo a mais antiga das canções de gesta escritas em uma língua românica. Teve enorme influência na Idade Média, inspirando muitas outras obras sobre o tema (a chamada "Matéria de França") por toda a Europa. Como outras canções do gênero, à época, era recitado por jograis nas cortes e nas cidades.
O poema narra o fim heroico do conde Rolando, sobrinho de Carlos Magno, que padece junto ao seus homens na batalha de Roncesvales, travada no desfiladeiro do mesmo nome contra os sarracenos. A base histórica do poema é uma batalha real, ocorrida em 15 de Agosto de 778 entre a retaguarda do exército de Carlos Magno, sob o comando de Rolando, um dos Doze Pares de França, que abandonava a Península Ibérica, e um grupo de montanheses bascos, que a chacinou. Embora tenha por base uma batalha cuja ocorrência é corroborada historicamente, o relato apresentado no poema não é muito fidedigno: os autores do massacre passaram de bascos a muçulmanos, e tanto essa alteração como o tom geral do poema justifica-se pelo contexto das Cruzadas e da Reconquista cristã da Península, que se presenciou no século XI.

## Origem e manuscritos
Existem vários manuscritos medievais da Canção de Rolando em francês antigo, um dos quais escrito na variante anglo-normanda. Este último, conservado na Biblioteca Bodleiana de Oxford, é o mais antigo de todos e data de entre 1130 e 1170. Acredita-se, porém, que a primeira versão do poema possa ter surgido antes, derivada da tradição oral sobre a batalha de Roncesvalles.
Aparentemente, uma das finalidades da narração da história de Rolando era a de moralizar os exércitos antes das batalhas. Nas obras de Guilherme de Malmesbury (Gesta regum anglorum, c. 1120) e Wace (Roman de Rou, 1160-1170) há referências a um poema sobre Rolando (cantilena Rolandi, na obra de Guilherme) sendo recitado antes da Batalha de Hastings, que conduziu à Conquista normanda da Inglaterra por Guilherme da Normandia em 1066. Wace e Malmesbury mencionam um jogral de Guilherme, Taillefer, como sendo quem recitou o poema. Não é possível saber, porém, até que ponto o poema referido é a Canção preservada hoje.
O autor do poema nunca foi identificado. O último verso da obra diz Ci falt la geste que Turoldus declinet, mas esse tal Turoldo - de quem nada mais se sabe - poderia tratar-se tanto do autor, o jogral ou o copista do poema.

## Contexto histórico e mito
A história narrada no poema é inspirada pela campanha militar que Carlos Magno, rei dos Francos, efectuou na Península Ibérica em 778, à época submetida em sua maior parte por muçulmanos. No curso da campanha, Carlos aliou-se a determinados líderes muçulmanos contra outros, saqueou Pamplona e sitiou Saragoça. Um levantamento dos saxões obrigou o rei a retirar-se para assegurar a fronteira oriental do reino. No dia 15 de agosto de 778, a retaguarda do exército franco foi atacada por bascos cristãos ao transitar pelos Pirenéus - possivelmente na passagem de Roncesvalles (na atual Navarra, Espanha). Essa batalha ou escaramuça é citada por Eginhardo, biógrafo de Carlos Magno que, em sua Vida de Carlos Magno (c. 830) relata que os soldados francos da retaguarda, incluído "Roldelando, prefeito das marcas da Bretanha" (Hruodlandus Brittannici limitis praefectus), soçobraram todos
A destruição da retaguarda do exército e a morte de Rolando passaram a constituir material para os poemas cantados pelos jograis medievais, num contexto em que Carlos Magno era lembrado como o imperador que conduziu várias campanhas contra os povos pagãos da Europa, como os saxões. Nos séculos seguintes, essas campanhas passaram a inspirar e a ser inspiradas pela Reconquista e as Cruzadas, que também tratavam da luta entre cristãos e povos de outras crenças.
A Canção de Rolando foi escrita três séculos depois dos eventos que a inspiraram o que, junto com a mentalidade de Cruzada, explica em parte os erros históricos e anacronismos da narrativa. No poema, os bascos que atacaram os francos passaram a ser 400 000 muçulmanos sarracenos. Carlos Magno é mencionado pelo rei Marsílio como tendo 200 (sic) anos, quando na realidade tinha 36 anos na época da campanha, e é apresentado como imperador, quando era ainda apenas rei dos francos e só seria coroado imperador no ano 800. Rolando, que era um comandante militar franco, é apresentado como sobrinho de Carlos. No poema, o rei retorna para vingar o sobrinho ao saber da emboscada que sofre a retaguarda. Na realidade, Carlos Magno só retornou à Península em 801, quando tomou Barcelona e aí criou a Marca (fronteira) de Espanha. Os mouros (chamados sarracenos no poema) são caracterizados de maneira estereotipada e equivocada, revelando o pouco conhecimento sobre o Islão que os cristãos possuíam relativamente à religião praticada na Península Ibérica à época do desenvolvimento do poema. Assim, os muçulmanos são descritos como politeístas, adoradores de Maomé (retratado como um deus e não como profeta de Alá), Apolo (divindade grega) e uma divindade chamada Tervagão (Tervagant), e não como monoteístas adoradores do mesmo Deus que os cristãos.
Alguns historiadores acreditam que as canções de gesta em torno ao tema de Rolando e Carlos Magno foram particularmente cultivadas nos mosteiros ao longo do Caminho de Santiago, que liga a França a Santiago de Compostela e que foi a mais importante rota de peregrinação da Europa medieval. O caminho ao norte da Península Ibérica passava pelos Pirenéus, bastante próximo do lugar da batalha de Roncesvalles e próximo da fronteira com os reinos muçulmanos, que dominavam as regiões mais ao sul da Península. Essas canções seriam assim parte importante do entretenimento e motivação espiritual dos peregrinos.

## Sinopse
O imperador franco cristão Carlos Magno luta contra os sarracenos (mouros) há sete anos na Espanha, mas uma praça ainda resiste: Saragoça, administrada pelo traiçoeiro rei Marsílio. Marsílio e os seus nobres, certos de que a derrota é inevitável, desenvolvem um plano para ludibriar os francos. Enviados de Marsílio prometem que ele será vassalo de Carlos Magno e que se converterá ao Cristianismo, uma vez que o imperador tenha partido da Espanha. Mas o rei sarraceno não pensa em concretizar o prometido: tudo não passa de um plano rigorosamente elaborado de modo a fazer com que os francos saiam do seu território.
Carlos Magno e os seus vassalos estão cansados da guerra e não confiam na palavra de Marsílio. Entre eles estão o conde Rolando, sobrinho do rei, Oliveiros, amigo de Rolando, e Ganelão, padrasto de Rolando. Rolando aconselha a não confiar em Marsílio, enquanto Ganelão quer pôr termo à guerra já. Os conselheiros do imperador decidem então enviar uma embaixada a Saragoça, uma empreitada perigosa porque Marsílio já matou enviados anteriores. Vários cavaleiros se oferecem, inclusive Rolando, mas o imperador não lhes consente. Então Rolando sugere Ganelão como embaixador, e o rei concorda. Isso aumenta o terrível ódio que Ganelão sente contra Rolando.
Ganelão viaja a Saragoça. Num tenso encontro com Marsílio, os dois armam um plano para matar Rolando e os seus companheiros. Ganelão informa-os de que poderão matar o conde quando os francos retornem ao seu reino, pois fará com que Rolando esteja no comando da retaguarda. Ganelão promete aos sarracenos que, com o sobrinho morto, Carlos Magno perderá o ânimo para lutar.
Ao retornar com os francos, Ganelão convence-os das boas intenções de Marsílio e consegue que Rolando se converta no comandante da retaguarda. O conde é acompanhado por vinte mil homens e pelos chamados doze pares de França, os melhores cavaleiros francos. Entre estes estão Oliveiros, o grande amigo de Rolando, e o Arcebispo Turpino, que além de religioso é um grande guerreiro.
No passo de Roncesvales, a retaguarda é vítima de uma emboscada, sendo atacada por vários batalhões de sarracenos que ascendem, no total, a 400 milhares de homens. Oliveiros implora a Rolando que soe o olifante - uma trombeta - para avisar as tropas de Carlos Magno, mas Rolando recusa-se a fazê-lo. Os francos lutam valentemente; Rolando, com sua espada Durindana e seu cavalo Vigilante, é o que mais inimigos derrota. Mas os sarracenos são muitos e não há esperança para os cristãos. Quando já não há mais que sessenta francos, Rolando, usando as suas últimas forças, finalmente toca o olifante, para que Carlos Magno possa vir vingá-los. Oliveiros repreende-o pela sua arrogância: por não ter tocado antes o olifante, morrerão todos os nobres cavaleiros da retaguarda. Finalmente morrem todos os francos. A alma de Rolando é levada ao céu por anjos e santos.
Carlos Magno e os seus homens, ao chegar, chocam-se com a visão do massacre. Ocorre então um milagre: o sol deixa de girar no céu, impedindo que anoiteça, e assim os sarracenos não podem esconder-se na escuridão. O exército franco persegue os infiéis até ao rio Ebro. Os que não morrem pela espada acabam por perecer afogados no rio.
Marsílio retorna a Saragoça, onde o ânimo dos muçulmanos é fraco. A sua mão direita foi decepada durante a batalha por Rolando. Baligante, poderoso emir da Babilônia, vem socorrer o seu vassalo. Em Roncesvalles, onde os francos enterram e lamentam os seus mortos, ocorre uma batalha entre as forças do emir e dos francos. O clímax da luta é um combate entre Baligante e Carlos Magno em que, com ajuda divina, o rei franco derrota o emir. O exército franco toma Saragoça, destruindo todos os itens religiosos islâmicos e judaicos da cidade. Todos os habitantes da cidade são obrigados a converter-se ao Catolicismo exceto a rainha Bramimonda, que é levada ao país dos francos, para que aceite espontaneamente o Cristianismo.
Em Aquisgrão, a capital dos francos, começa o julgamento de Ganelão. Pinabel, eloquente parente de Ganelão, convence os jurados de que o réu traiu Rolando mas não o seu senhor, Carlos Magno. Thierry, um corajoso mas débil cavaleiro, argumenta que trair Rolando foi o mesmo que trair o rei, e desafia Pinabel a um combate. Durante a luta, com intervenção divina, Thierry vence. Ganelão é executado cruelmente: cada um dos seus braços e pernas são atados a um cavalo, que puxam cada um numa direção e assim o seu corpo é esquartejado. Outros parentes de Ganelão, que tinham ficado do seu lado na disputa, são também executados.
Bramimonda aceita o Cristianismo e é batizada, e tudo parece estar finalmente em paz. Mas, durante a noite, aparece a Carlos Magno o anjo Gabriel num sonho, anunciando que deve partir para mais uma guerra contra os pagãos. Triste e cansado, mas obediente, Carlos Magno prepara-se para mais batalhas.

## Forma poética
O poema está composto por 4002 versos agrupados em 290 estrofes. As estrofes tem um número irregular de versos, comuns na poesia francesa medieval e chamadas laisses. Os versos são decassilábicos (dez sílabas), sem rima mas com o emprego da assonância, ou seja, da repetição de vogais com sons semelhantes nas sílabas tônicas dos versos de uma mesma laisse. Em todos esses aspe(c)tos a Canção de Rolando é uma típica canção de gesta francesa
O autor usa muitos paralelismos e repetições, contando e recontando algumas cenas de ângulos um pouco diferentes. Em geral a narrativa é rápida, mas algumas passagens são contadas em muito detalhe. Quase não há descrição psicológica dos personagens, que são caracterizados mais por suas ações do que por suas reflexões. Muitas vezes o autor antecipa, muitas estrofes antes, eventos do futuro, por exemplo a traição que sofre Rolando e a execução de Ganelão no final.

## Personagens
Eis uma lista dos principais personagens d’A Canção de Rolando.
- Carlos Magno, à data dos eventos apenas ainda Rei dos Francos, dos Lombardos e dos Germanos; os seus exércitos combatem os sarracenos na Espanha.
- Rolando, o herói da Canção; sobrinho de Carlos Magno, lidera a retaguarda dos seus exércitos à saida de Espanha; morto pelas forças de Marsílio após valente peleja.
- Ganelão (Ganelon), o traidor que encoraja Marsílio a atacar os francos,
- Rei Marsílio (Marsile), rei mouro de Saragoça, na Espanha; é ferido por Rolando, vindo a morrer mais tarde devido a esse ferimento.
- Oliveiros (Olivier), o amigo íntimo e prudente de Rolando, morto na batalha,
- Turpino (Turpin), Arcebispo de Reims, baseado no histórico Tilpin, primeiro arcebispo dessa cidade entre 748 e 795
- Baligante (Baligant), Emir de Babilónia, Marsílio solicita o seu auxílio contra Carlos Magno.
- Bramimunda, Rainha de Saragoça, capturada por Carlos Magno e convertida ao Cristianismo,
- Pinabel, que combate na ordália por Ganelão.
- Thierry, que combate por Carlos Magno e Rolando no ordálio final.

## Influência
A Canção de Rolando e temas associados tiveram grande difusão na época medieval. Já em 1170 aparece uma tradução em alto alemão médio (Rolandslied), de autoria do Padre Conrado (Pfaffe Konrad). A versão alemã diminuiu o fervor patriótico francês do original e aumentou o caráter de propaganda das Cruzadas do poema. Mais tarde houve versões em holandês antigo (séc. XIII), em occitano (Ronsasvals, séc. XIV), em língua nórdica antiga (Karlamagnús saga) e em língua vêneta do norte da Itália. Nessa última região o tema de Rolando teve muita popularidade no Renascimento, em que aparece (como Orlando) nas obras de Matteo Maria Boiardo (Orlando innamorato, séc. XV) e Ludovico Ariosto (Orlando Furioso, séc. XVI).
Vários lugares próximos ao lugar da batalha de Roncesvalles, na Catalunha e País Basco, possuem topônimos derivados do nome de Rolando. A sua fama chegou à Galiza e a Portugal graças aos peregrinos de Santiago, sendo conhecido também sob os nomes de Roldão ou Rolão.